# دوئل در غروب آفتاب (فیلم)
دوئل در غروب آفتاب (به انگلیسی: Duel at Sundown) فیلمی محصول سال ۱۹۶۵ و به کارگردانی لئوپولد لاهولا است. در این فیلم بازیگرانی همچون پیتر فن ایک ، ولفگانگ کیلینگ ، ترنس هیل ، کارل لنگ ، یان هندریکس ، تود مارتن ، جیاکومو روسی استوارت ، دمتر بیتنس ، والت بارنس ایفای نقش کرده‌اند.